# Constance Cummings
Constance Cummings, CBE, (* 15. Mai 1910 in Seattle, Washington als Constance Halverstadt; † 23. November 2005 in Oxfordshire, England) war eine US-amerikanisch geborene, britische Film- und Theaterschauspielerin.

## Leben
Constance Cummings hatte mit 18 Jahren ihre erste Rolle am Broadway, wo sie von Samuel Goldwyn entdeckt wurde, der sie 1930 nach Hollywood brachte. Im selben Jahr wurde sie unter die WAMPAS Baby Stars des Jahres gewählt.
Zwischen 1930 und 1934 wirkte Cummings in 21 Filmen mit. Ihr Debüt gab sie in Das Strafgesetzbuch von Howard Hawks. Bekannt wurde sie in Harold Lloyds Film Movie Crazy und in American Madness von Frank Capra. Von Hollywood nach England gezogen, drehte sie weiterhin Filme, von denen nur wenige in den Vereinigten Staaten bekannt wurden. Einer davon, Geisterkomödie (Blithe Spirit) war die Adaption eines Theaterstücks von Sir Noël Coward. 1979 gewann Cummings einen Tony Award als beste Schauspielerin im Theaterstück Wings von Arthur Kopit.
1974 wurde Cummings zum Commander of the British Empire ernannt. 1975 lehnte sie eine Ehrung für ihr Lebenswerk ab. Des Weiteren hat sie einen Stern auf dem Hollywood Walk of Fame.
Constance Cumings starb im November 2005 im Alter von 95 Jahren in Oxfordshire, wo sie Jahrzehnte gelebt hat. Sie war von 1933 bis zu dessen Tod mit dem Politiker und Drehbuchautor Benn Levy verheiratet; aus der Ehe gingen ein Sohn und eine Tochter hervor.

## Filmografie (Auswahl)
- 1931: Das Strafgesetzbuch (The Criminal Code)
- 1932: Das Washingtoner Karussell (Washington Merry-go-Round)
- 1932: Der Tag, an dem die Bank gestürmt wurde (American Madness)
- 1932: Filmverrückt (Movie Crazy)
- 1932: Hinter der Maske (Behind the Mask)
- 1934: This Man Is Mine
- 1935: Was geschah gestern? (Remember Last Night?)
- 1936: Eine Leiche in Nizza (Seven Sinners)
- 1942: Ein gefährliches Unternehmen (The Foreman Went to France)
- 1945: Geisterkomödie (Blithe Spirit)
- 1950: Der Mann aus dem Beiboot (Into the Blue)
- 1955: Verliebt in eine Königin (John and Julie)
- 1959: Mr. Miller ist kein Killer (The Battle of the Sexes)
- 1963: Begierde an schattigen Tagen (In the Cool of the Day)
- 1963: Mein Freund, der Diamanten Joe (Sammy Going South)
- 1985: Mord mit verteilten Rollen (Dead Man’s Folly) (Fernsehfilm)